# Phalacrotophora
Phalacrotophora is geslacht van bochelvliegen (Phoridae). De wetenschappelijke naam van de soort is voor het eerst geldig gepubliceerd in 1912 door Günther Enderlein.
Het is een kosmopolitisch geslacht. Er zijn zeven soorten gekend in Europa.
Dit zijn parasitoïde vliegen die weinig gastheer-specifiek zijn. De larven parasiteren op de eitjes en/of larven van verschillende soorten.
De Europese soorten Phalacrotophora fasciata en P. berolinensis zijn parasitoïden waarvan de larven op de poppen van verschillende soorten lieveheersbeestjes parasiteren. Dat is ook het geval voor P. beuki en P. fasciata. De Phalacrotophora-wijfjes leggen gewoonlijk meerdere eitjes op de pop wanneer de verpopping begint. De larve ontwikkelt zich gedurende 7 tot 12 dagen in de pop, verlaat dan de dode pop en verpopt zelf in de bodem.
Phalacrotophora epeirae is een soort die de eitjes van diverse soorten spinnen parasiteert.
De larven van Phalacrotophora halictorum zijn parasieten in de nesten van zowel solitaire als sociale bijen, waaronder Lasioglossum figueresi, Agapostemon nasutus en Nomia melanderi.

## Soorten
- P. berolinensis Schmitz, 1920
- P. beuki Disney in Disney & Beuk, 1997
- P. delageae Disney, 1979
- P. epeirae (Brues, 1902)
- P. fasciata (Fallen, 1823)
- P. halictorum (Melander and Brues, 1903)
- P. longifrons (Brues, 1906)
- P. paradoxa Schmitz, 1949
- P. pictofasciata Schmitz, 1919
- P. spectabilis Schmitz, 1925